# Амфициони
Амфиционите (Amphicyon) („неясно куче“) са изчезнал род големи месоядни, трошащи кости, бозайници, известни като кучета-мечки, от семейство Amphicyonidae, подсемейство Amphicyoninae от Аквитанската до Тортонианската епоха. Живели са в Северна Америка, Европа, Азия и Африка от преди 20.6 допреди 9 милиона години, съществувайки за около 11,6 милиона години.

## Описание
Амфицион е типичното куче – мечка с морфология, подобна както на мечка, така и на куче. Със здрава конструкция и максимална дължина от 2,5 m, най-големият вид е приличал по-скоро на мечка, отколкото на куче. Имал е голяма и тежка опашка, дебел врат, здрави крайници и зъби като вълк. Вероятно е водил начин на живот на всеядно животно, сравним с този на кафявата мечка.